# 塔哈爾·沙伊比
塔哈爾·沙伊比（Tahar Chaïbi，1946年2月17日—2014年4月29日），是一名突尼斯足球運動員，他擔任非洲人中场球员，并为突尼斯国家足球队效力。
2014年，他因中风综合征去世，享年68岁。